# 木原音弥
木原 音弥（きはら おとや、2000年2月27日 - ）は、ジャパンラグビーリーグワンリコーブラックラムズ東京に所属するラグビー選手。

## プロフィール
- 福岡県出身[1]。
- ポジションはフランカー(FL)、ナンバーエイト(No8)。
- 身長: 184 cm、体重: 99 kg
- 愛称はおとや、おてぃー。

## 略歴
2018年、東福岡高校卒業後、同志社大学に入る。なお東福岡高校時代、高校日本代表に選ばれたことがある。
2022年、同志社大学卒業後、九州電力キューデンヴォルテクスに加入。同年8月、退団。
2023年、リコーブラックラムズ東京に加入。
2024年6月、ガンガーリンに留学。